# Waldrada (ductrix)
Waldrada († nach 997), auch Hualderada, war von 963 oder 966 (auch um 960 wurde vermutet), bis zur Ermordung ihres Ehemannes, des venezianischen Dogen Pietro IV. Candiano im Jahr 976, dessen zweite Ehefrau. Mit ihm hatte sie zwei Söhne.
Der Doge erwarb durch die Ehe mit Waldrada, einer Verwandten Kaiser Ottos I., umfangreiche Güter in Oberitalien, was ihn wiederum in Konflikte auf Reichsboden zog. Dabei wurde er von Kaiser Otto unterstützt, der jedoch 973 starb. Damit entfiel eine wichtige Stütze der Macht des Dogen. Petrus wurde im Jahr 976 in einem verheerenden Aufstand, in dessen Verlauf es zu einem großen Stadtbrand kam, mitsamt seinem kleinen Sohn gleichen Namens ermordet, womit der Jahrzehnte währende Versuch endete, eine Dynastie seiner Familie, der Candiano zu etablieren. Waldrada, die sich zu diesem Zeitpunkt nicht in Venedig aufhielt, erstritt sich mit Unterstützung durch Adelheid, die Witwe Ottos I., bereits im Oktober 976 in Piacenza eine Kompensation für die Morgengabe, die sie in die Ehe eingebracht hatte, ebenso wie für ihren ermordeten Sohn.
Jüngere Forschungen deuten darauf hin, dass die Landerwerbspolitik eines Zweiges der mächtigen Candiano-Familie, nämlich der um Petrus IV., innerhalb dieses Großklans zu schweren Konflikten führte, also nicht nur zu Kämpfen mit anderen Klans. Petrus hatte seine erste Frau Johanna vor der Eheschließung mit Waldrada (möglicherweise) gezwungen, ins Kloster zu gehen. Inzwischen wird angenommen, dass die Politik des Landerwerbs auf dem oberitalienischen Festland bereits während seiner ersten Ehe mit Johanna begonnen worden war, die als Äbtissin Ländereien auf dem Festland für das überaus bedeutende Kloster San Zaccaria erlangte.
Dass durch Johannes Diaconus nicht nur die älteste venezianische Chronik, die Istoria Veneticorum entstand, sondern diese nur wenige Jahrzehnte nach der Katastrophe von 976 abgefasst wurde, ist eine wesentliche Ursache für die ungewöhnlich dichte Überlieferung der Vorgänge, zugleich aber auch für eine große Kontinuität seiner Deutungsmuster. Aufgrund seiner offenkundigen Loyalität gegenüber einer der dominierenden Familien wurde er aus diesem Grunde als „Hauschronist der Orseoli“ bezeichnet, der dritten Familie, die einen Versuch unternahm, Venedig als Dynastie zu beherrschen. In seiner Chronik nennt der Verfasser Waldrada ductrix, die weibliche Form von dux, ein Titel, von dem sich wiederum der Dogentitel ableitet. Die Entwicklung zu einer eigenen staatlichen Amtsauffassung für die Ehefrauen der Dogen, die dann als Dogaresse bezeichnet wurden, war eingeschlagen.

## Leben

### Herkunft, Ehe und Verstoßung der Vorgängerin
Waldrada war die Tochter des Uberto, bzw. Humbert, des Markgrafen der Toskana. Ihre Mutter war Willa, eine Cousine der Adelheid von Burgund, die wiederum ab 962 durch die Ehe mit Otto I. Kaiserin war. Petrus IV. Candiano heiratete Waldrada um 966 in zweiter Ehe, möglicherweise auch einige Jahre früher (Johannes Diaconus IV, 11).
Um sie ehelichen zu können, musste er sich von seiner Frau Giovanna, resp. Johanna trennen, wie schon die älteste Überlieferung behauptet. Demnach zwang er sie („coegit“ heißt es ausdrücklich bei Johannes Diaconus), als Nonne in das Kloster San Zaccaria einzutreten, wo sie 963 als Äbtissin nachgewiesen ist. Ihren gemeinsamen Sohn Vitale machte der Doge zum Kleriker, der zum Patriarchen von Grado aufstieg. Die Tochter Marina heiratete Tribuno Memmo, der 979 den Dogenthron besteigen sollte.

### Mitgift, Unterstützung des Dogen durch Kaiser Otto I.

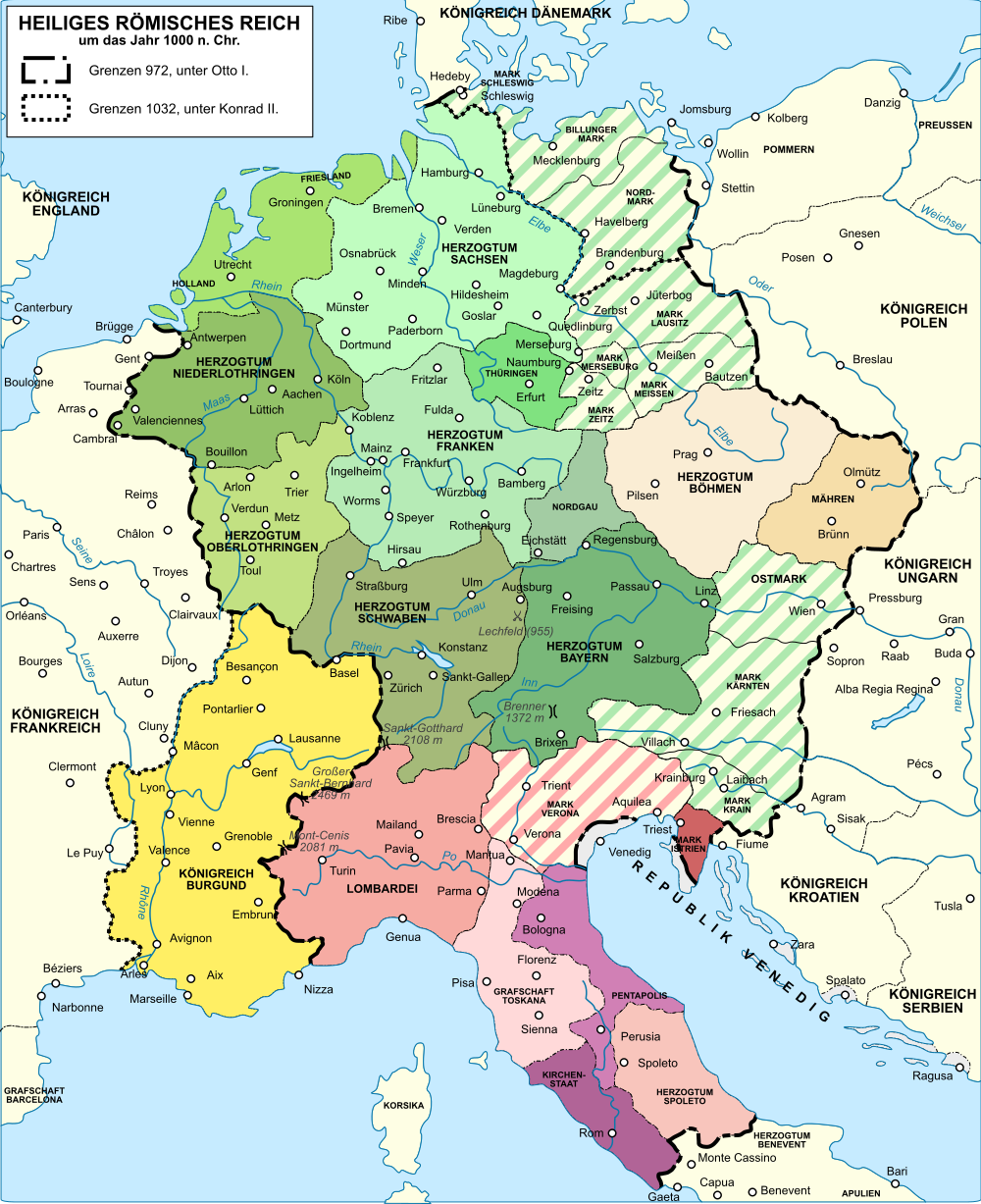
Das Römisch-deutsche Reich zwischen 972 und 1032

Als Mitgift brachte Waldrada Güter in Treviso, im Friaul und in Ferrara in die Ehe ein. Mit ihr hatte Petrus einen Sohn mit Namen Walafried. Der enorme Grundbesitz gestattete es dem Dogen „exteros milites de Italico regno“ aufzubieten, also Streitkräfte von außerhalb Italiens, wie Johannes Diaconus (S. 139) schreibt, um die „predia“ „defendere et possidere“ zu können, aber auch, wie Margherita Giuliana Bertolini annimmt, um die eigene Autorität in Venedig aufrechtzuerhalten. So führte er Kämpfe etwa gegen Ferrara, das dem venezianischen Handel genauso starke Konkurrenz zu bieten in der Lage schien, wie einst Comacchio, das die Venezianer zweimal zerstört hatten. Auch ließ er das „castrum“ von Oderzo zerstören, das das Hinterland von Piave und Livenza beherrschte, und damit die ostalpinen Handelswege.
Die eheliche Verbindung brachte auch dem westlichen Kaiser Vorteile ein, denn die Beziehungen zum Römisch-deutschen Reich, die sich in der Ehe mit Waldrada manifestierten, die ihren römisch-deutschen Hofstaat mitbrachte, erleichterten Kaiser Otto die Werbung um eine byzantinische Prinzessin, für die er einen venezianischen Unterhändler gewann.
Venedig gelang seinerseits am 2. Dezember 967 eine Erneuerung seiner Handelsprivilegien auf der Grundlage des Pactum Lotharii von 840. Diese Vorrechte galten sowohl für Venedig als auch, was sonst unüblich war, für den Dogen und dessen Familie.

### Verhältnis zu Byzanz
Diese engen Bindungen zum Römisch-deutschen Reich verärgerten den oströmischen Kaiser Johannes Tzimiskes. Johannes drohte den Venezianern mit Krieg, wenn sie nicht ihren Handel mit den Sarazenen einstellten, gegen die Johannes an vielen Fronten kämpfte. Dabei drehte es sich um kriegsrelevante Waren wie Holz, an denen vor allem in Nordafrika Mangel herrschte. 971 musste Pietro einwilligen, auf diesen Handel mit den Muslimen zu verzichten, der auch Waffen eingeschlossen hatte. Er fügte sich dem „diktat imperiale“, wie es Nicola Bergamo 2018 formulierte.

### Die Rolle ihrer Mitgift im Kampf um Italien
Als der Kaiser zwischen September 966 und Sommer 972 erneut in Italien war, bildete Venedig einen Teil des Repressionsapparats Ottos gegen die Anhänger seines einstigen, 964 in Gefangenschaft geratenen Widersachers Berengar II. Dies schlug sich auch in den Rechtssetzungen nieder, etwa in der Bestätigung der Besitzrechte im Territorium von Monselice (im Comitato Paduas), in der Gegend von Cavarzere, einem wichtigen Zentrum für die Ökonomie des Dukats, die am 26. August 963 von Otto für die Äbtissin von San Zaccaria, eben jene Johanna ausgefertigt wurde, der ersten Ehefrau des Dogen. Ähnlich zu deuten ist die Zuerkennung von Fiskalgütern vom selben Tag, die zugunsten von Vitale Candiano „Veneticus, noster fidelis“ ausgefertigt wurde, der mit dem Bruder des Dogen zu identifizieren ist. Diese Güter befanden sich in den Grafschaften Treviso und Padua, wobei diese besonders wichtig für die Kommunikation mit den Reichsgebieten jenseits der Alpen waren. Dann wurde auf einer römischen Synode, die von Dezember 967 bis Anfang Januar 968 tagte, der Patriarchentitel von Grado anerkannt. Jener Vitale, genannt Ugo oder Hugo, Bruder des Dogen, wurde Comes von Padua und Vicenza. All dies waren Früchte der ottonenfreundlichen Politik des Dogen.
Allerdings wurde dieser Deutung auch widersprochen, etwa durch Carlo Guido Mor. Er wies darauf hin, dass Waldradas Vater, zugleich Markgraf der Toskana, Otto feindlich gesinnt war, und dass dieser nach Ungarn fliehen musste, als Otto zum zweiten Mal nach Italien zog (Februar bis März 962 oder Mai bis September 963). Auch widerspreche der eindeutig und durchgängig freundlichen Beziehung zwischen den Herrschern, dass der Doge immer noch gute Kontakte zu den Berengarianern unterhielt, insbesondere zu Waldradas Vater während seines Exils in Venedig. In jenem Vitale Candiano erkennt Mor dementsprechend nicht den Bruder des Dogen, sondern den Sohn, der zwangsweise zum Kleriker gemacht worden war. Auch sieht er in der für ihn ins Jahr 962/63 zu datierenden Eheschließung zwischen Petrus und Waldrada geradezu ein Element einer anti-ottonischen Gruppe, die hinter den Aktionen gegen Oderzo und Ferrara gestanden habe. Schließlich sieht er in Ottos Konzessionen vom 26. August 963 ein Anzeichen dafür, dass es in Venedig eine starke Gruppe gab, die sich gegen die Verbindung mit dem römisch-deutschen Kaiser wandte. Otto versuchte nämlich im Gegenteil erst jetzt Verbündete in der Lagune zu gewinnen. In dieses Bild passten nach Mor die Benefizien, die Bischof Johannes von Belluno am 10. September 963 erhielt, wohl just in jenem Oderzo, gegen das der Doge operierte. Schließlich war das gesamte Gebiet zwischen Piave und Livenza später ein Hauptspannungsgebiet zwischen Venedig und dem Bischof. Auch das Privileg für den Bischof von Padua vom 6. Juli 964, dessen Gebiet an das venezianische grenzte, gestattete den Bau von „castella cum turris et propugnaculis“, es war also eine militärische Sicherung vorgesehen.
Nach Mor änderte der Doge erst mit dem endgültigen Zerfall der Berengar-Fraktion und der Niederlage von Byzanz auf Sizilien seine Politik. Er näherte sich seitdem wieder Grado an, wo sein Sohn Patriarch war, um gegen einen der treuesten Verbündeten des Kaisers, den Patriarchen von Aquileia Rodoald (Rodaldo) Unterstützung zu erhalten. Erst jetzt gab man die Feindseligkeiten gegen Otto auf, und erst die Erneuerung des Pactums von 840 und die Anerkennung des Patriarchentitels waren für Mor Anzeichen einer neuen, nun freundschaftlicheren Beziehung zwischen dem Dogen und dem Kaiser.
Die Frage, welche der beiden Hypothesen zutreffender sei, hängt an der Frage der Datierung der Eheschließung mit Waldrada. Diese fand zwischen dem 26. August 963 (Privileg Ottos für Johanna, die Äbtissin von San Zaccaria, die durchgängig mit der Ehefrau des Dogen identifiziert wird) und dem 11. August 976 statt, dem Todestag des Dogen, denn der erste Beleg für Waldrada stammt erst vom September 976, als sie bereits Witwe war.

### Sturz und Tod des Dogen und des gemeinsamen Sohnes
Otto I. und sein Sohn und Nachfolger Otto II. versuchten, die Candiano zu stützen. Sie boten am 8. Januar 972 von Ravenna aus die Isola d'Istria, unweit von Capodistria an, was auf Bitten der Kaiserin Adelheid geschah. Das Angebot erfolgte an „Vitale Candiano Veneticus“. Dabei ist wiederum unklar, ob hier der Bruder des Dogen gemeint war, oder der zukünftige Doge. In Werla erhielt der Patriarch Vitale Güter und Rechte der Gradenser Kirche auf dem Gebiet Aquileias, Istriens und des Exarchats.
Nachdem Otto I. am 7. Mai 973 gestorben war, nutzten die Venezianer, die mit der „austeritas“ des Dogen nicht einverstanden waren, die Schwäche seines jungen Protektors, um den Dogen zu stürzen. Vergebens umgab sich Petrus IV. im Dogenpalast mit „milites“. Die Aufständischen zwangen ihn durch Brandstiftung in einem Nachbarpalast – der Brand griff auf die Dogenburg über –, sich in das benachbarte Atrium des Markusdoms zu flüchten. Konfrontiert mit „nonnulli Veneticorum maiores“, darunter einigen seiner Verwandten (Johannes Diaconus, S. 139), fand er keine Gnade. Obwohl er alle Forderungen zu erfüllen versprach, wurde er getötet. Auch Waldradas kleiner Sohn wurde an diesem Tag, dem 11. August 976, ermordet.
Die Leichname wurden zunächst zum Schlachtermarkt, der Beccaria, gebracht. Doch die Frömmigkeit des Giovanni Gradenigo veranlasste ihn, sie ins Kloster S. Ilario in der Lagune von Fusina (Mestre) zu bringen – möglicherweise, weil sich dort ausgedehnte Güter der Candiano befanden.

### Ausgleich mit der neuen Regierung Venedigs
Waldrada, die Witwe des Dogen, die sich auf einem Landgut aufgehalten hatte, entging dem Morden und dem verheerenden Stadtbrand. Sie verließ Venedig für immer, nachdem sie ihre wirtschaftlichen Verhältnisse mit der dortigen Regierung geregelt hatte. Diese Regierung hatte die Allodialgüter des Dogen konfisziert. Waldrada erhielt eine königliche carta securitatis, die sie dem neuen Dogen Pietro (I.) Orseolo und dem venezianischen Volk im September 976 vorlegte, den sie für den Drahtzieher des Umsturzes hielt. Pietros anderer Sohn Vitale überlebte ebenfalls, floh aber sicherheitshalber nach Sachsen.
Unter Vorsitz der Kaiserin Adelheid tagte bereits am 25. Oktober 976 in Piacenza ein Gericht, ein placitum. Dort ließ die persönlich nicht anwesende Waldrada – in der Urkunde „Hualderada“ – durch einen vertrauten Vormund und Vogt eine vorab angefertigte Urkunde laut verlesen und vom Vertreter Venedigs als echt anerkennen, durch die Waldrada die ihr zustehende Morgengabe in Höhe von 400 Pfund Silber erhalten habe. Hinzu kam der für ihren ermordeten Sohn Petrus fällige Pflichtteil, sowie ein Viertel der Hinterlassenschaft ihres Mannes („quattuor centum libras de argento coperto, que pro morganationis carta mihi pollicitus existit dare, cum ei in coniugio accepit … et de filii quarta divisione de universis suis rebus, quod mihi itaque dare promisit“). Im Gegenzug verzichtete sie auf sämtliche Ansprüche gegen Venedig, zu denen ausdrücklich neben den Sachgütern auch „servos et ancillas“ (Knechte und Mägde, Sklaven), aber auch Leih- und Handelskontrakte der Zeit zählten, wie „collegantie, rogadie, commendationi, prestiti“ sowie „negociis“, aber auch alle erdenklichen Rechteverbriefungen.

## Rezeption

### Bis gegen Ende der Republik Venedig (1797)

Italien und der Adriaraum um 1000

Für das Venedig des 14. Jahrhunderts war die Deutung, die man der Herrschaft der Candiano und besonders Pietros IV. gab, von höchster symbolischer Bedeutung. Das Augenmerk der Chronik des Dogen Andrea Dandolo repräsentiert in vollendeter Form die Auffassungen der zu seiner Zeit längst fest etablierten politischen Führungsgremien, die vor allem seit diesem Dogen die Geschichtsschreibung steuerten. Sein Werk wurde von späteren Chronisten und Historikern immer wieder als Vorlage benutzt. Dabei standen die Fragen nach der politischen Unabhängigkeit zwischen den zu neuer Machtfülle aufgestiegenen Kaiserreichen, des Rechts aus eigener Wurzel, mithin der Herleitung und Legitimation ihres – an dieser Stelle Rückschläge erleidenden – territorialen Anspruches, stets im Mittelpunkt. Sowohl das Römisch-deutsche Reich, als auch Byzanz meldeten ihre Rechte und Interessen in Italien mit seit langer Zeit nicht gesehener Intensität an. Dabei war es für Dandolo wichtig, der Rolle der Candiano-Familie eine wesentliche Rolle zu verleihen. Denn deren Anspruch auf eine Art Erbmonarchie war in keiner Weise mit den Interessen der zu dieser Zeit herrschenden Familien, vor allem aber nicht mehr mit dem Stand der Verfassungsentwicklung in Übereinstimmung zu bringen. Zugleich war einerseits der Ausgleich zwischen den ehrgeizigen und dominierenden Familien eines der wichtigsten Ziele, andererseits die Herleitung ihrer herausgehobenen Position im Staat. Die Etappen der politischen Entwicklungen, die schließlich zur Entmachtung des Dogen, dem man zunehmend Repräsentationsaufgaben zuwies, aber keine eigenständigen Entscheidungen mehr zugestand, war ein weiteres Darstellungsziel, das Johannes Diaconus als zeitlich sehr viel näherer Chronist noch keineswegs vor Augen hatte. Die Entmachtung war im 14. Jahrhundert vergleichsweise weit vorangeschritten. Der steile Sturz von 976 mit seinen verheerenden Folgen, einschließlich der Zerstörung des Archivs und damit der Möglichkeit, die Vergangenheit an die jeweiligen Zeitbedürfnisse ausgesprochen weitgehend anzupassen, brachte diesen Prozess, der im Rückblick auf eine Ausbalancierung aller inneren Machtgruppen hinauslief, in eine bedeutsame Phase. Waldrada (bei Dandolo „Hvualderada“) war an diesem Wendepunkt beteiligt, denn es war ihre Mitgift und die Anbindung an ihre kaiserliche Verwandtschaft, die Venedigs völlig eigenständigen Weg zwischen den Großreichen, den die venezianische Geschichtsschreibung unermüdlich betonte, in Gefahr brachte.
Die älteste volkssprachliche Chronik, die Cronica di Venexia detta di Enrico Dandolo aus dem späten 14. Jahrhundert, stellt die Vorgänge ebenso wie Andrea Dandolo auf einer in dieser Zeit längst geläufigen, von Einzelpersonen, vor allem den Dogen beherrschten Ebene dar, wobei der Verfasser ausschließlich den üblen Charakter des Dogen hervorhebt. Als „pessimo homo“ zwang der Doge seine Frau zur Nonne zu werden und ins Kloster San Zaccaria zu gehen. Den von ihr geborenen gemeinsamen Sohn „Vidal“ machte er zum Kleriker, zum Patriarchen von Grado nämlich. Er nahm „Valdrada, sorella de Ugo marchese“ zur Frau, die ‚Schwester‘ des Markgrafen Hugo. Sie brachte zahlreiche Burgen im Ferraresischen und um Oderzo „per docte“, ‚als Mitgift‘, in die Ehe ein. Beim ganzen Volk war Pietro wegen seiner „malvasitade et superbia“ verhasst, wegen seiner teuflischen Boshaftigkeit und seiner Arroganz. Als er einen Mann mitsamt seinem Haus verbrennen ließ (der Name wurde nie in die Lücke im Text eingesetzt), kam es zu einem „grandissimo tumulto“, in dessen Verlauf das Volk den Dogenpalast und große Teile der Markuskirche niederbrannte. Pietro, den Tod vor Augen, hob „uno suo fiolo piçenin“ hoch, ‚einen seiner kleinen Söhne‘, und bat um „misericorda“. Doch das wütende Volk hatte keine Gnade und tötete ihn zusammen mit dem Kind. Die Leichname wurden an der „Beccharia“ abgeworfen, doch ein „meser Zanne Gradenigo“ brachte sie nach S. Ilario.
Pietro Marcellos nahm 1502 in seinem später ins Volgare unter dem Titel Vite de'prencipi di Vinegia veröffentlichten Werk eine andere Gewichtung vor. Bei ihm wurde die Stadt, wie sie es verdient hatte, durch den selbst gewählten Dogen bestraft, nämlich durch Feuer, die ‚Tyrannei‘ des Dogen, mit dessen Tod und dem des „figliuolo bambino“. Auch nach Marcello zwang er seine Ehefrau, ins Kloster zu gehen, doch diesmal, ‚weil sie alt war‘, dann machte er ihren gemeinsamen Sohn zum Patriarchen. Nachdem er seine Frau also ‚verjagt‘ hatte („cacciata“), heiratete er „Gualdera“, die hier wieder die Tochter des Markgrafen Guido war. Hatte der Doge bis dahin seinen schrecklichen Charakter und seine Boshaftigkeit verborgen gehalten, so verwandelte er „il Prencipato“ in eine Tyrannei, voll von Hochmut, Drohungen und dem Volke fürchterlich. Um dem Volk die Freiheit zurückzugeben, wollte man ihn ‚überfallen‘ („assaltare“), doch flüchtete sich der Doge in seinen Palast, wo er eine gute Wache aufgestellt hatte. Man legte Feuer, doch dieses wurde durch einen starken Wind so sehr angefacht, dass nicht nur der Palast, sondern auch die Markuskirche abbrannte. In einem abgelegenen Winkel, wo das Feuer noch nicht wütete, verkroch sich der Doge, wurde jedoch von Bewaffneten gestellt. Nun war alles Bitten, das der Autor ungewöhnlich ausführlich darstellt, umsonst, fast alle schrien, der Tyrann, der so viel Übles angerichtet habe, und auch sein kleiner Sohn sollten sterben. So wurden die beiden in Stücke gerissen, ihre Leichname an der Beccaria gar den Hunden zum Fraß hingeworfen. Doch Giovanni Gradenico hob sie auf und sie wurden ehrenvoll in der Kirche S. Ilario beigesetzt.
Nach der Chronik des Gian Giacomo Caroldo zwang Pietro seine „consorte“ und ihren gemeinsamen Sohn Nonne, bzw. Patriarch zu werden, wobei letzterer „anni circa L“ dort lebte, also für etwa 50 Jahre. Er nahm stattdessen „Valderacha“, diesmal wieder Schwester des Markgrafen Hugo, zur Frau, die große Besitztümer und zahlreiche Vasallen („molte possessioni, vassali et beni per grande valore“) mit in die Ehe brachte. Der Doge unterhielt „soldati Italiani“ (also keine Venezianer), die nicht nur dem Schutz dieser Besitzungen dienten, sondern auch deren Ausweitung. Auf die auswärtigen Mächte vertrauend („confidandosi nelle esterne forze“) kämpfte er um eine Burg im Ferraresischen, brannte Oderzo nieder. Wegen der Anmaßung und Tyrannei des Dogen, der extremen Bevorzugung seiner Unterstützer, aber auch der Ehe mit Waldrada (ein neuer Akzent), verschworen sich einige Venezianer gegen ihn. Zwar verfügte der Doge nur über wenige, aber dafür kampferprobte Männer, so dass niemand es wagte, in den Dogenpalast einzudringen, doch legten die Aufständischen auf Anraten des „Pietro Orsiolo“ mittels Pech und anderer Materialien Feuer. Dieses griff auf über 300 Häuser über, auf San Marco und die Kapelle des hl. Theodor sowie „Santa Maria Zubenigo“. Vor der Hitze und dem Rauch des Feuers flohen die Belagerten mit Mühe durch die Pforte des Atriums ins Freie. Dort gestellt, bot der Doge an, alles zu tun, was die Aufständischen wollten. Doch „con horribil voci“ schrien diese, er sei unwürdig zu leben, und vom Dukat könnten sie ihn befreien. Sie töteten ihn mit ihren Schwertern. Einer der Männer sah die „nutrice“ mit dem Säugling des Dogen auf den Armen, wie diese ‚Amme‘ versuchte, das Kind vor dem Feuer zu retten. Er tötete das Kind mit einem Dolch, und auch die Soldaten des Dogen wurden in Stücke gerissen. Die Leichname des Dogen und des ‚Söhnchens‘ („figliuolino“) wurden mit einer „barchetta“ zur „beccaria“, dann von „Gioanni Gradenigo, huomo santissimo“ nach S. Ilario gebracht. Der Autor ergänzte viele Einzelheiten, wobei die Abneigung gegen die Adlige vom italienischen Festland, die mitverantwortlich für die Brüche der Verfassung und die Anbindung an das Reich war, deutlich wird.
In der 1574 erschienenen Chronica das ist Warhaffte eigentliche vnd kurtze Beschreibung, aller Hertzogen zu Venedig Leben des Frankfurter Juristen Heinrich Kellner, die auf Pietro Marcello aufbauend die venezianische Chronistik im deutschen Sprachraum bekannt machte, beginnt der Passus über Pietro IV., der unter Bruch eines Eides aller wichtigen Männer zurückgerufen wurde, mit der Ankündigung, die Stadt und der neue Doge würden nicht ungestraft bleiben, „Nemlich die Statt mit Brandt und Tyranney des Hertzogs / Petrus aber mit seinem und seines jungen Sons erschrecklichen Todt.“ „Peter / nach dem er Hertzog was / scheidete er sich von seinem Weib Johanna/dieweil sie alt war/und wolt auch seinen Son/den er mit ihr hatt/nicht erkennen/sondern macht in Geistlich“. Hier merkt der Autor an, dies sei dem Sohn zugutegekommen, denn er sei Patriarch zu Grado geworden. Die neue Frau des Dogen hieß „Gualtheran/Guidonis Tochter“, durch die er zu gewaltigem Vermögen kam. In den Worten Kellners: „Und dieweil er mit derselbigen viel Land/Gelt und Fahrendhaab / von grossem wehrt uberkommen hatt / ward er dadurch gantz stoltz und auffgeblasen.“ Nun konnte er „seinen wilden Muth / böse Natur und Art / die er biß daher verborgen gehalten hatte“, nicht mehr bändigen. Während er nach innen als willkürlicher Tyrann auftrat, griff er Oderzo an, von dessen Bewohnern er behauptete, sie hätten Güter seiner Frau inne, und ließ die Stadt niederbrennen. Als das „Volck“ seine Tyrannei nicht länger „erdulden mocht“, verschanzte er sich im Dogenpalast mit seinen „Kriegßleuten“, den die „Gemein“ wiederum in Brand setzte. Der Doge nahm „seiner kleinen Kindt eins … under den Arm/und wolt die flucht geben/an den verborgensten heimlichen ort der Kirchen/da das Feuwer noch nicht hinkommen war.“ Als er die Hoffnung verlor, verlegte er sich aufs Bitten, und bat, wenn schon nicht sein Leben, so doch das seines „kleines unmündigen Sons“ zu schonen. „Es war aber all sein bitt vergebens / dann sie schryen alle / man solt den grausamen Tyrannen … hinweg nemmen“. So wurde er „etlich mal durchstochen/und in stück zerhauwen/mit seinem Son. Ire Cörper sind auß befelch des Volcks in die Metze oder Schirn geworffen/ und von den Hunden daselbst zum theil gefressen“ worden. „Johann Gradenico“ ließ sie jedoch in „S.Hilarii Kirchen ehrlich begraben.“
In der Übersetzung von Alessandro Maria Vianolis Historia Veneta, die 1686 in Nürnberg unter dem Titel Der Venetianischen Hertzogen Leben / Regierung, und Absterben / Von dem Ersten Paulutio Anafesto an / biss auf den itzt-regierenden Marcum Antonium Justiniani erschien, sollten Stadt und Doge gleichfalls wegen des Eidbruches und des „übergrossen Mutwillens“ und der „Thorheit“ nicht ungestraft bleiben. Er habe seine Frau „genöthiget“ ins Kloster zu gehen, sein Sohn „(so doch dem Knaben zu seinem Besten gereichet)“ musste Kleriker werden, „nur damit er desto ehender in den neuen Ehestand / welchen er schon längsten mit Valderanda, eines Herzn von Ferrara Tochter bey sich beschlossen/ schreiten möchte.“ Durch ihre reiche Mitgift wurde er „noch weit verwegener / und aufgeblasener / also / daß er sein böses Gemüth / so er doch bißhero in etwas in Zaum gehalten / nunmehro nicht mehr bändigen können“. Nun verwandelte er das „Hertzogthum in eine öffentliche Tyranney“. „Er sammlete indessen viel Kriegsvolck zusammen“, überfiel Oderzo, „gabe ihnen die Schuld / wie daß sie viel Güter besässen / die seiner Gemahlin zuständig wären“, und ließ die Stadt niederbrennen. Im „Augustmonat deß 975. Jahrs“ (S. 140 f.) griffen die Aufständischen den Dogenpalast an, legten, als sie auf Widerstand trafen, an verschiedenen Stellen Feuer. Mit einem seiner kleinen Söhne wollte sich der Doge „in dem allerverborgensten Ort der Kirchen“, der Markuskirche, „wohin das Feuer noch nicht gekommen/ verkriechen“. Als er erkannte, dass alle Fluchtwege versperrt waren, „fieng er darauf an zu bitten und zu flehen“. Die Aufständischen brachten die beiden dennoch um, „ihre Cörper von dem ergrimmten Volck in die Mezge geworfen/ und von den Hunden daselbst zum theil aufgefressen/ darnach von Johannes Gradenigo, mit Erlaubniß des Pövels hinweg genommen / und in S. Hilarii Kirchen ehrlich begraben worden“ (S. 142 f.). Neben anderen Motiven erscheint hier zuletzt die Erlaubnis des Volkes, die Leichname in S. Ilario beisetzen zu lassen.
1687 schrieb Jacob von Sandrart in seinem Opus Kurtze und vermehrte Beschreibung Von Dem Ursprung / Aufnehmen / Gebiete / und Regierung der Weltberühmten Republick Venedig: „Dieser stieß hierauf seine Gemahlin von sich/ und heirathete eine andere / die sehr mächtig war an Sclaven und Land-Gütern“. Nach dem erfolgreichen Krieg gegen Oderzo und Ferrara habe er seine Soldaten in den Dogenpalast gesetzt. Nach von Sandrart erlaubten die Aufständischen dem Dogen, der seinen Sohn auf den Armen hielt, nicht, noch etwas vorzubringen. So wurde er „also nebenst seinem Söhnlein umbs Leben gebracht.“

### Historisch-kritische Darstellungen (ab dem 18. Jahrhundert)
Johann Friedrich LeBret, der ab 1769 seine vierbändige Staatsgeschichte der Republik Venedig publizierte und sich darin ausführlich mit der venezianischen Verfassung beschäftigte, untersuchte den Zusammenhang zwischen der Einsetzung dieses Piraten zum Nachfolger des alten Dogen, die trotz entgegengesetzten Eides geschah, und der venezianischen Kirchen- und Staatsverfassung, welche Fehler sich dort eingeschlichen hätten (S. 199–215). „Er wollte seine Hoheit auch auf dem festen Lande gründen, und dazu glaubete er, würde eine Vermählung den Weg bahnen.“ Seine Ehefrau Johanna „opferte er seinem Ehrgeize auf, verstieß sie“. Auch ihr gemeinsamer Sohn musste „auf die Seite geschaffet werden“. „Nun suchete er sich eine Gemahlinn aus, durch welche er im italienischen Reiche vorzügliche Güter erlangete, und unter den Mächtigen Italiens einiges Ansehen hätte.“ So heiratete er Waldrada, „eine Schwester des Markgrafen Hugo von Toscana, deren Vater Obertus im Jahre 968 gestorben war. Sie war eine Enkelin des Königes Hugo, und brachte ihrem Gemahle große Landgüter und selbst das Eigenthum über viele Städte […] in der Lombardei zum Heurathsgute mit.“ Nun legte er alle „Mäßigung“ ab „und verfiel auf despotische Grundsätze“, „nahm fremde Soldaten in seine Dienste“. „Nichts ist dem freyen Venetianer unangenehmer, als ein Fürst mit Soldaten umgeben.“ Es dauerte eine Weile, bis man zum Umsturz bereit war. Das Volk wollte die Tore aufbrechen, doch die Soldaten trieben es zurück. Der Autor registriert, dass die älteren Geschichtsschreiber, die vor Andrea Dandolo schrieben, vom Rat des Peter Orseolus, den Palast in Brand zu setzen, nichts wussten (S. 220). Am 12. August 976 brannten die Häuser des Orseolus in der Nachbarschaft des Dogenpalasts, auf den die Flammen übergreifen sollten. Der Rauch zwang den Dogen, „sich unter dem Thore des Pallastes zu zeigen“. Nach LeBret war der Doge überrascht, dass an der Spitze des Aufstandes einige der Großen standen. Er wollte sich noch verteidigen, erinnerte an die Verdienste der Vorfahren, und bot an, ihnen „in allen Stücken ein genüge zu leisten“. Doch wurde er niedergebrüllt und mit Dolchen ermordet. Die Amme seines Sohnes hatte diesen zwar vor den Flammen retten können, doch wurde das Kind, genauso wie die Soldaten, „todt gestochen“. Auch dieser Autor schreibt dem Volk eine unstillbare Wut zu: „Ihre Wuth ersticket die Stimme der Vernunft … kein Flehen, keine Thränen, kein Versprechen findet Platz, sondern eine schreckliche Begeisterung fordert das Blut des Peinigers und seines Samens.“ Die Leichen wurden „in einem Nachen auf den Fleischermarkt hingeworfen, bis sich ein besser denkender Patriot aus dem Hause Gradenigo fand“ und sie in S. Ilario beisetzen ließ. Den eilends gewählten Nachfolger hielt Waldrada für die „Haupttriebfeder“ des Umsturzes, und sie klagte ihn bei Adelheid und Otto II. an. „Die Kaiserin Adelheid brachte die Sache bald zu einem Vergleiche; und der Doge erhielt durch seinen Bevollmächtigten, Dominicus Caramano, eine vollständige Quittung für alles dasjenige, was Waldrada zu fordern, und was er ihr wieder zugestellet hatte. Dieser Schein, dessen auch Dandulus gedenket, steht in dem Codex Trevisanus.“ (S. 221).
Der sehr detailreich darstellende und in den historischen Zusammenhang der benachbarten Herrschaftsgebiete einbettende Samuele Romanin, der diese Epoche 1853 im ersten der zehn Bände seiner Storia documentata di Venezia darstellte, umriss in knappen Worten die dramatischen Szenen in Venedig. So wurde der Sohn, trotz des Eides, der die Verbannung auf Lebenszeit vorsah, und der dadurch niemals in sein Amt hätte zurückkehren sollen, zum Dogen erhoben. Durch Gebete, Prozessionen, milde Gaben und den Neubau oder die Restaurierung von Kirchen versuchte man den göttlichen Zorn zu besänftigen. Pietro III. Candiano starb im Jahr 959. Dass sich der von den Verwandten und Mitstreitern des exilierten Sohnes aufgehetzte popolo minuto dafür einsetzte, den Verbannten vor der Wahl zurückzuholen, wogegen sich die führenden Köpfe der Stadt wehrten, entnahm Romanin ohne genauere Angaben einer „Cronaca Barbaro“. Doch Pietro IV. hatte eine Neigung zum „impero assoluto“, zur uneingeschränkten Herrschaft. Er schickte seine Frau ins Kloster, „per aspirare a nozzi più illustri“ (merkt der Autor abschätzig an), führte Krieg um die Güter seiner neuen Frau, brachte fremde Soldaten in die Stadt. Schließlich kam es zum Aufstand, in dessen Verlauf er mitsamt seinem Sohn und seinen Soldaten getötet wurde, offenbar von Standesgenossen. „Così era compiuta la vendetta popolare“ schließt Romanin in krassem Gegensatz zu seiner Quellenanalyse lakonisch, so wurde die Rache des Volkes vollendet. Waldrada, die entkommen war, warf sich der Kaiserinmutter Adelheid zu Füßen. Ihren Bitten um Wiedergutmachung schloss sich der Patriarch Vitale an, der gleichfalls an den Kaiserhof geflohen war (S. 251). Otto II. schickte entsprechende Forderungen an Venedigs neue Regierung.
August Friedrich Gfrörer († 1861) nimmt in seiner, erst elf Jahre nach seinem Tod erschienenen Geschichte Venedigs von seiner Gründung bis zum Jahre 1084 an, dass Byzanz genau bis zum Dogat Petrus IV. Candiano größten Einfluss in der Lagune ausübte, was sich in vielen Einzelheiten widerspiegle. Vor diesem Hintergrund kommt er zu ganz anderen Schlussfolgerungen, denn der Doge habe sich dem Ottonenkaiser unterstellt.  Gfrörer geht davon aus, dass diejenigen, die Pietro (IV.) aus Ravenna zurückholten, diesem „einen großen Rath, ohne dessen Einwilligung der vierte Candiano nichts Wichtiges mehr vornehmen durfte, zur Seite gesetzt“ hätten (S. 263).  Der Doge führte sich als Alleinherrscher auf, doch „die Veneter durchschauten seine Absichten und hatten keine Lust, Sclaven des Hauses Candiano zu werden“ (S. 286 f.). Für Gfrörer ist das Gremium, dessen Existenz er vermutet, der Kern des Großen Rates. Dieser habe das bisher gebräuchliche System der Kontrolle des Altdogen durch einen Mitdogen ersetzt, das danach nur noch in zwei Fällen aufgetaucht sei. Zugleich sei „fast der ganze Verkehr zwischen dem Abendlande und Constantinopel“ durch venezianische Schiffe abgewickelt worden, was Gfrörer mit Aussagen des ottonischen Gesandten Liutprand von Cremona belegt. Schließlich glaubt der Autor, der Doge habe „die Oberhoheit des Sachsen über Venetien“ 967 in Rom anerkannt (S. 304). Der Lohn war die Ehe mit Waldrada, dazu ihre Güter, die dem Dogen zufielen. Dieser Besitz war so gewaltig, weil Vater und Bruder zu dieser Zeit in Verbannung lebten. Die verwitwete Waldrada, die mit dem ermordeten Dogen nach salischem Recht verheiratet war, hätte im Übrigen ihren Besitz gar nicht einklagen können, denn nach diesem Recht waren Töchter gar nicht erbfähig. Sie könne also, so folgert Gfrörer, nur durch Erlaubnis des Kaisers ihr Erbe erstritten haben. Diese Gunst des Kaisers brachte dem Dogen eine große Menge von Soldaten ein, die nicht nur diese Güter, sondern auch den Dogenpalast bewachten. Nach dem Tod des Ottonen, der den Dogen gestützt habe, sei der im Großen Rat geballte Widerstand zum Aufstand geworden, der den Dogen und seinen Sohn, dazu seine Soldaten, das Leben gekostet habe.
Pietro Pinton, der Gfrörers Werk im Archivio Veneto in den Jahresbänden XII bis XVI übersetzte und annotierte, korrigierte dessen Vorstellung von einem zu starken Einfluss von Byzanz. Seine eigene kritische Auseinandersetzung mit Gfrörers Werk erschien erst 1883, gleichfalls im Archivio Veneto. Was den Schutz Ottos für Pietro angeht, so glaubt auch Pinton, dass dieser den Dogen gerade noch im Amt gehalten habe.
1861 hatte Francesco Zanotto, der in seinem Il Palazzo ducale di Venezia der Volksversammlung erheblich mehr Einfluss einräumte, berichtet, die Herrschaft des Dogen sei erst durch seine Ehe mit Waldrada und die Verstoßung der ersten Ehefrau und ihres gemeinsamen Sohnes überschattet worden. Der neue Reichtum habe Pietro zu einem Gewaltherrscher gemacht, der von Vielen gehasst wurde. Eine ‚geheime Verschwörung‘ brach sich 976 Bahn. Zunächst wehrten die Soldaten den Angriff der Verschwörer zwar ab, dann legten die Aufständischen jedoch Feuer an die Ostseite des Palastes – es folgt die übliche Abfolge der Ereignisse. Doch letztlich waren ‚Weinen und Bitten umsonst‘, er und das ‚unschuldige Kind‘, ‚das in den Armen der Amme getötet wurde‘, landeten auf dem „pubblico macello“, wo sie lange unbeerdigt lagen. Giovanni Gradonico ließ sie in die besagte Gruft der Candiano nahe dem Kloster S. Ilario bringen. Zanotto kehrte also zur bloßen Strafe für moralische Verfehlungen zurück.
Auch bei Emmanuele Antonio Cicogna riss im ersten, 1867 erschienenen Band seiner Storia dei Dogi di Venezia die Erfolgsgeschichte des vierten Candiano erst mit der Verstoßung der Ehefrau ab, und der Gier nach dem Besitz Waldradas. Diesen ausgedehnten Besitz musste der Doge verteidigen, wozu er Soldaten benötigte, die er dann wiederum für den Schutz des Dogenpalastes einsetzte. Für Cicogna war es die Übermacht des Hauses Candiano, die ausgedehnten Beziehungen außerhalb der Lagune, dazu der ehrgeizige und gewalttätige Charakter des Dogen, die zu seinem Sturz führten. Bei ihm war es das ‚wütende Volk‘ („popolo furioso“), das den Dogen und seinen Sohn sowie zahlreiche Gefolgsleute („seguaci“) in Stücke riss. Giovanni Gradenigo, bei Cicogna ein Priester, holte die Leichen schließlich vom Schlachtermarkt und beerdigte sie in der Familiengruft. Waldrada überlebte ‚vielleicht‘ nur deshalb den Umsturz, weil das Volk die Reaktionen von außerhalb fürchtete.
Heinrich Kretschmayr konstatiert: „Mit dem Dogate des Petrus Candianus (Pietro Candiano) III. beginnen nahezu vierzig Jahre ununterbrochener Herrschaft des candianischen Hauses.“ Doch: Kretschmayr nennt den vierten Candiano „eine ausgeprägte Persönlichkeit“. Nach ihm war er „Tatkräftig und verschlagen, kriegstüchtig und diplomatisch wohlgewandt, nicht getragen von der Volksmeinung oder der Kapitalkraft seines Geschlechtes, sondern ein ganzer, voller, starker Mann.“ Sein Ziel war „eine auf sich selbst beruhende Monarchie“. Kretschmayr glaubt, Johannes Diaconus sei bloß der „Hauschronist der Orseoli“ gewesen, die „Verunglimpfung“ des vierten Candiano wurde „umso mehr zum Gesetz, je mehr mit den Jahren die aristokratische Oligarchie als die einzig berechtigte Verfassung Venedigs in Geltung und jeder dagegen gewagte Versuch als fluchwürdige Revolution in Verruf gekommen war. Pietro Candiano IV. wurde zum Typus des rohen Tyrannen in venezianischer Sage und Geschichte“ (S. 110). Der vierte Candiano war in den Augen Kretschmayrs der schwierigen Aufgabe gewachsen, zu erreichen, dass „der kleine Staat nicht wie zwischen zwei Mühlsteinen zerrieben werde“. Die Aristokratie „freilich hat die dogale Monopol- und Verbotpolitik mit der gründlichsten Abneigung gegen ihren Träger vergolten“ (S. 111). Etwa um 967/68 löste der Candiano unter völlig veränderten politischen Bedingungen seine Ehe, heiratete die „Brudertochter“ der Kaiserin Adelheid. Otto I., an den sich der Doge zunehmend anlehnte, konnte bei den 968 ausgebrochenen Kämpfen mit Byzanz im Süden Italiens die venezianische Flotte womöglich gut brauchen, mutmaßt Kretschmayr. Am Ende wurde der Versuch, eine „unabhängige Monarchie“ zu gründen, „in Feuer und Blut erstickt“.
Waldrada und Vitalis riefen am Hof des Kaisers zur Rache auf. Die Kaiserwitwe Adelheid entsandte den Kanzler Gottfried nach Venedig, „um die Ansprüche ihrer Nichte Waldrada wahrzunehmen“ (S. 117). „Doge Pietro Orseolo beeilte sich diesen entgegenzukommen, und schon am 25. Oktober 976 konnte im Gerichte des Pfalzgrafen und Königsboten zu Piacenza unter Vorsitz der Kaiserin und in Anwesenheit des der Waldrada zum Vormund und Vogt gesetzten Hildebert von Tuszien die von Dominicus Carimanus, dem Gesandten des Dogen, überbrachte Verzichtsurkunde der verwitweten Dogaressa feierlich beurkundet werden. Sie bestätigte darin die Ausfolgung der ihr als Morgengabe zukömmlichen 400 Pfund Silber und des für ihren ermordeten Sohn fälligen Pflichtteiles, eines Viertels der Verlassenschaft ihres Gemahles, und entschlug sich aller weiteren Forderungen an den Staat.“
1944 brachte Roberto Cessi, der Leiter des Staatsarchivs Venedig, einige Veränderungen in die Darstellung des Aufstandes von 976. So machte er aus einem Adelsaufstand (wieder) einen solchen des „popolo“, aus der Stadt wurde eine „nazione“, aus Waldrada eine Fremde – all dies war demnach Ursache des Aufstandes, der sich zudem gegen die fremden Soldaten richtete. Für ihn lagen die Ursachen nicht mehr dort, wo sie Johannes Diaconus sah, nämlich in der Härte der Herrschaft des vierten Candiano („ob austeritatem sui exosum“), sondern in der Hinwendung zum Reich, im Verlust der venezianischen Identität. Noch Gherardo Ortalli sah darin, und in der Abwendung von Byzanz, eine der Hauptursachen. Eine Frau, Waldrada nämlich, wurde damit zur Ursache für den Umsturz, denn sie veranlasste den Candiano dazu, sich in die Reichsangelegenheiten einzumischen.
John Julius Norwich glaubt in seiner History of Venice, Pietro habe sich, obwohl es keinen Vater mehr gab, gegen den er opponieren konnte, gegen alles gewandt, für was dieser gestanden habe, ‚die alten, strengen, republikanischen Tugenden, auf die der Staat gegründet worden war, und die ihn groß gemacht hatten‘, ihr Misstrauen gegen persönlichen Pomp und Prahlerei. Auf dem Festland habe er bei Hof den Luxus kennen gelernt, aber auch die autokratische Herrschaft, die in so scharfem Gegensatz zu den „checks and balances“ stand, die Venedig kennzeichneten.  Während seines Exils habe er, so Norwich, ein Auge auf Waldrada geworfen. Nun ließ er sich scheiden und schickte seine Frau ins Kloster S. Zaccaria. Das riesige Erbe habe aus dem Dogen einen Feudalherrn gemacht, der als Vasall des Ottonenkaisers gegolten habe. „So much for Venice's hardwon independence“, wie der Autor lakonisch einfügt, ‚so viel zu Venedigs schwer errungener Unabhängigkeit‘. Dabei habe sich der Candiano, „living in state like some perfumed princeling of Byzantium“, mit einer Legionärstruppe, die er auf seinen Besitztümern angeworben habe, umgeben. Als er für seinen Sohn das Patriarchat von Grado am Kaiserhof anerkennen lassen konnte, habe er praktisch alle Ländereien Venedigs in seiner Hand gehabt. Angeblich in dem Augenblick, als er die Venezianer aufforderte, seine persönlichen Interessen im Ferrarese zu vertreten, kam es zum Aufstand. Dessen Verlauf schildert er nach Johannes Diaconus, den er für einen möglichen Augenzeugen der Vorgänge hält. „Venice had got rid of her Doge, but she had paid dearly for her mistake“ fügt der Autor an, ‚Venedig war seinen Dogen losgeworden, aber es hatte teuer für seinen Fehler bezahlt‘.
Die jüngere Geschichtswissenschaft versucht sich von den traditionellen Deutungsmustern stärker zu lösen. Vielleicht war Waldrada für Pietro die von ihm strategisch eingesetzte Vorbedingung, auf der Ebene des Regnum Italicum, in den Kämpfen des Adels eine bedeutende Rolle spielen zu können, und nicht, wie frühere Historiker gemutmaßt haben, um sich exotischen Ablenkungen zu überlassen. Dabei verschweige Johannes Diaconus den Vater Waldradas, der ein Parteigänger Berengars war, wie Chiara Provesi ihre Überlegungen fortsetzt. Pietros Schwenk auf die ottonische Seite werde so kaschiert.
Luigi Andrea Berto, der das Vokabular des Johannes Diaconus untersuchte, befasste sich mit dem Begriff der afines, denn als solche bezeichnet der Chronist einige der Mörder des Dogen. Ein solcher Begriff bezeichne Angehörige einer Gruppe, die durch Parentel miteinander verbunden waren. Als die erste Frau, Johanna, inzwischen Äbtissin von San Zaccaria, 963 um eine Bestätigung der Rechte des Klosters bei Otto I. nachsuchte, so könnte dies auf Wunsch oder unter Zustimmung des Dogen geschehen sein. Damit hätten die beiden den politischen Seitenwechsel vorbereitet. Welche weiteren Konflikte sich hinter dem Drama verbargen, erwies sich nach den Morden und dem Stadtbrand. 976 nämlich verlangte Waldrada ihre Morgengabe, wozu ein Viertel des Besitzes des ermordeten Ehegatten gehörte, dann das Erbteil des ebenfalls ermordeten gemeinsamen Sohnes, und all das, was sie zu Lebzeiten ihres Gatten erworben hatte. Dabei kam es zu Auseinandersetzungen zwischen den Gruppen um Waldrada und um Johanna, die sich in zwei Dokumenten, genauer ihren Abschriften aus dem Jahr 983 fassen lassen. Vitale Candiano, dem Dogen, gelang es nicht, seine Hand auf die Morgengabe der Waldrada zu legen, sondern er musste sich damit einverstanden erklären, dass eine Restitution der Güter erfolgte, die nach dem Tod seines Vaters, also nach 976, von den nachfolgenden Dogen sequestriert worden waren. Dieses Gebiet, die Fogolana, gelegen zwischen Padua und Venedig an einem Abzweig des Brenta, befand sich nahe bei den Pertinenzien von San Zaccaria. Diese Aufspaltung in zwei Zweige führte später innerhalb der Candiano zu erheblichen Auseinandersetzungen. Waldrada verkaufte im Jahr 997 die Vangadizza, heute in der Badia Polesine, an ihren Bruder Ugo, ein Gebiet, das sich an der Etsch bis zum Städtchen Adria erstreckt. Einer der letzten Exponenten des Johanna-Zweiges der Candiano, der Sohn des Tribuno Memmo und der Marina, entschied, seinen Anteil an der Fogolana dem Kloster Brondolo zu schenken. So könnte es sein, dass schon die erste Ehe Pietros mit Johanna, die vielleicht aus Ravenna stammte, dem Erwerb dieser riesigen Gebiete im Süden Venedigs gegolten hatte. Dann sei es, so die Verfasserin, nicht die Frage des Verhaltens gegenüber Berengar und Otto I., oder die einer Fraktion, die für Venedig nach einem autonomen Weg verlangte, sondern der Versuch des vierten Candiano, sich ein eigenes Territorium zu schaffen, der letztlich scheiterte. Die Binnenspannungen der Candiano könnten zur Katastrophe von 976 geführt haben. Dass sich monolithische Familien feindlich gegenüberstanden, und dies über Jahrhunderte, die zudem leicht an den Familiennamen zu erkennen seien, ist, so Chiara Provesi, zumindest partiell zu revidieren.